# 奥塔维娅·皮科洛

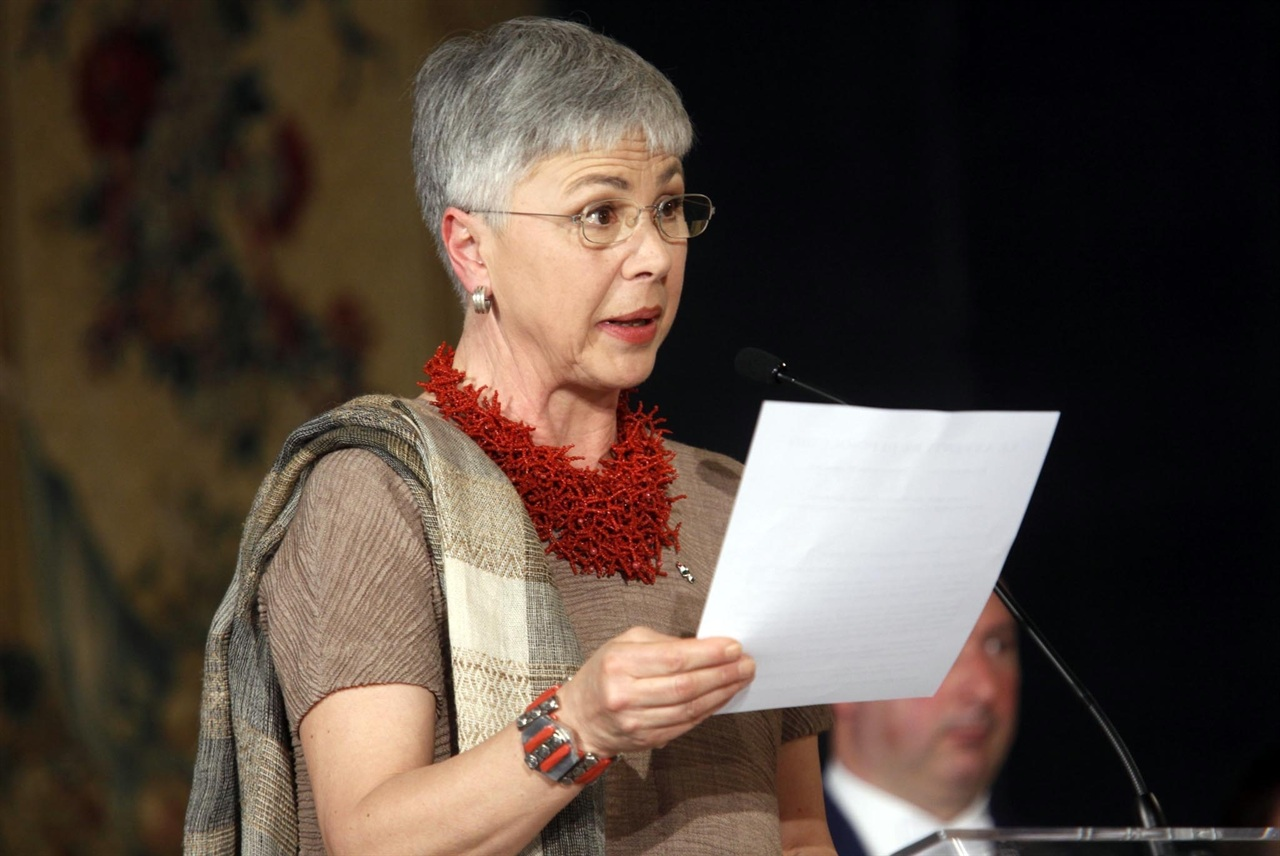
奥塔维娅·皮科洛

奥塔维娅·皮科洛（義大利語：Ottavia Piccolo，1949年10月9日—），女，意大利演员。曾获得1970年戛纳电影节最佳女演员奖。